# Estació d'Auditori - Teatre Nacional
|  | El títol d'aquest article és incorrecte a causa de limitacions tècniques. El títol correcte de l'article és Estació d'Auditori \| Teatre Nacional. |

Auditori | Teatre Nacional és una estació de tramvia de la línies T5 i T6 de la xarxa del Trambesòs situada sobre l'avinguda Meridiana, davant del Teatre Nacional de Catalunya, entre els districtes de Sant Martí i l'Eixample de Barcelona i es va inaugurar el 2004 en entrar en funcionament el recorregut de tramvia per l'Avinguda Meridiana des de les Glòries fins al carrer Wellington.
El projecte i la ubicació de l'estació van ser aprovats a l'inici del 2002, començant les obres el gener del 2003. A més del traçat per la Meridiana, també es preveia un segon enllaç des de la parada fins a l'Estació del Nord, però la construcció d'aquesta segona connexió va quedar paralitzada a la primavera del 2003.
L'estació rebé els primers passatgers el 14 de juliol de 2004 amb la prolongació de la línia T4 entre Glòries i Ciutadella | Vila Olímpica.
Les línies T5 i T6 passaren a servir l'estació el 21 d'octubre de 2024 en substitució de la T4, per la preparació de l'ampliació del Trambesòs de Glòries fins a Verdaguer.
| Trambesòs                  |        |                       |         |                        |
| Procedència/Destinació     | <      | Línia                 | >       | Procedència/Destinació |
| Ciutadella - Vila Olímpica | Marina |                       | Glòries | Gorg                   |
| Ciutadella - Vila Olímpica | Marina | Estació de Sant Adrià | Glòries |                        |